# 陈国熙
陈国熙（平話字：Déng Go̤h-hi，1915年8月30日—），男，福建莆田人，中国外科专家、医学教育家，曾任福建医学院副院长，福建医科大学副校长，第五、六届全国政协委员。

## 家庭
父亲陈乃元。